# Гурский, Анатолий Валерьянович
Анатолий Валерьянович Гурский (1906—1967) — советский таджикский учёный-ботаник, интродуктор, естествоиспытатель, дендролог. доктор биологических наук (1951), профессор (1951). Директор Памирского ботанического сада (1940—1965), председатель Памирской базы АН Таджикской ССР (1960—1965), зав. кафедрой общей ботаники Московского лесотехнического института (1965—1967).

## Биография
Родился 22 апреля (5 мая) 1906 года в Ахтырке Харьковской губернии Российской империи в семье лесовода Валерьяна Ярославовича Гурского (1874—1934).
После средней школы в 1926 году успешно окончил лесохозяйственный факультет Харьковского института сельского хозяйства и лесоводства. Затем ряд лет работал в Кубанской (1926—1930; 1938—1939), Туркменской (Кара-Кала) (1930—1933; 1937—1938), Пятигорской (1933—1934), Полярно-Альпийской (старший научный сотрудник, 1936—1937) опытных станциях Всесоюзного института растениеводства (ВИР). В этих учреждениях занимался лесоразведением и вопросам географии и экологии древесных пород, сбором материалов в разнообразных природных зонах страны.
В 1929 году опубликовал первую научную работу. По результатам исследований тех лет в 1939 году он защитил кандидатскую диссертацию (по теме «Корневые системы древесных растений в степях и полупустынях») в Ленинградском лесотехническом академии. А. В. Гурский был последователем Н. И. Вавилова, а в дальнейшем активным пропагандистом принципов идей его школы.
На Памир А. В. Гурский приехал в конце апреля 1940 года по приглашению профессора П. А. Баранова. Ему предстояло возглавить всю работу по организации самого высокогорного в СССР ботанического сада. Организацию сада он вёл двумя путями, с одной стороны, для создания коллекции использовались представители местной флоры, а с другой — ввозились интродуценты из различных географических зон страны, а позднее и из-за границы. Его обширные научные связи значительно способствовали привлечению интродуцентов из других районов страны — из ботанических садов Ташкента, Ялты, Душанбе, Кубани и Среднеазиатской станции Всесоюзного института растениеводства, Тебердинского государственного заповедника. В первый год функционирования сада были посажены 33 вида цветочных растений, десятки сортов персика, абрикоса, земляники, многие виды древесно-кустарниковых растений.
Создание коллекции ботанического сада, уход и наблюдение за растениями требовали много сил и времени, тем не менее он находил время для экспедиционных работ — вместе с садовником Мусаятовым Шергози обнаружил осенью 1940 года в Ванчском районе большое разнообразие видов и форм дикорастущих плодовых, представляющих большую ценность для развития садоводства на Памире.
За короткий срок Гурский обследовал естественные заросли долин рек Ванча, Язгулема, Пянджа, Гунта, Шахдары с заходом в боковые ущелья, установил границы распространения плодовых пород, их видовой и количественный состав. Неоднократно посещал Восточный Памир.
Весной 1941 года по предложению А. В. Гурского развернулись работы по строительству канала «Ханев» методом народной стройки при поддержке местных советских органов, чтобы освоить территорию нового ботанического сада и увеличить его коллекции благодаря обеспечению растений поливной водой. Геодезическую съемку будущей водной артерии осуществили известный тогда специалист-гидротехник Камбар Шабдолов и сам Гурский. Работой по мобилизации населения на строительство канала, их обеспечению орудиями труда и питанием, руководил председатель Шугнанского райисполкома Мирджамолов. В строительстве канала Ханев участвовало около 600 колхозников Шугнанского района.
Большой вклад внёс А. В. Гурский в освоение песчаных массивов Вахана Ишкашимского района. При сложном ветровом режиме эти пески, перемещаясь, занимали опрощаемые поля, дороги. Он предложил закрепить их путём закладки ветрозащитных лесных полос. Эти рекомендации осуществлялись на практике силами работников Памирского лесхоза, и в 1970 году эти леса занимали территорию более 500 гектаров.
В середине 50-х годов А. В. Гурский посетил Сарезское озеро, в ходе экспедиции им был собран гербарий уникальных видов растений, нивелировка Усойского завала, описана растительность осыпей по берегам Сарезского озера. Итоги этой экспедиции были изложены в работе «Зарастание Усойского завала и некоторые другие ботанические проблемы Сарезского озера».
Совершая ежегодно поездки по Шахдаре, Гунту и Пянджу, А. В. Гурский предложил пути освоения каменистых горных склонов для нужд садоводства и лесоводства. Разработал рабочую схему рационального размещения и районирования сельскохозяйственных культур для западных районов Горно-Бадахшанской автономной области. Эти материалы он обобщил в книге «Земледелие и сельскохозяйственные культуры ГБАО», опубликованной в 1964 году.
В многочисленных экспедициях по Памиру А. В. Гурского сопровождали учёные-ботаники А. С. Королёва, В. В. Псьяукова, А. И. Толмачёв, Я. Г. Темберг, физик Ю. Л. Соколов, зоолог Попов, географ Э. М. Мурзаев и многие другие. Много он работал над привлечением местной флоры в ботанический сад, с другой стороны, из питомника ботанического сада в совхозные сады и приусадебные участки жителям Памира передавались новые для области сорта яблони, груши, абрикоса, сливы, персика, смородины, вишни, черешни и других культур.
В ботаническом саду при непосредственном участии и под руководством А. В. Гурского прошли испытание десятки тысяч видов и сортов растений. Производству было передано 35 сортов яблони, 20 — абрикоса, 8 — груши, 15 — персика, 20 — винограда, 12 — смородины, 15 вишни и черешни, 10 — сливы, 12 — картофеля. В этом ему оказывали повседневную помощь Шергози Мусаятов, Л. Ф. Остапович, Х. Ю. Юсуфбеков, О. Е. Агаханянц, М. Л. Запрягаев, Мамадраимбек Шакармамадов, Давлатмамад Отамбеков, Давлат Носиралиев, Шонавруз Фазлоншоев, Мамадрасул Шамиров, Ямин Замиров и другие.
В 1960 году на Памире была организована Памирская база АН Таджикской ССР, первым председателем которой был назначен А. В. Гурский (1960—1965), оставаясь одновременно директором Памирского ботанического сада.
В 1965 году А. В. Гурский по состоянию здоровья уехал с Памира, последние годы жизни стал работать заведующим кафедрой общей ботаники Московского лесотехнического института (1965—1967).

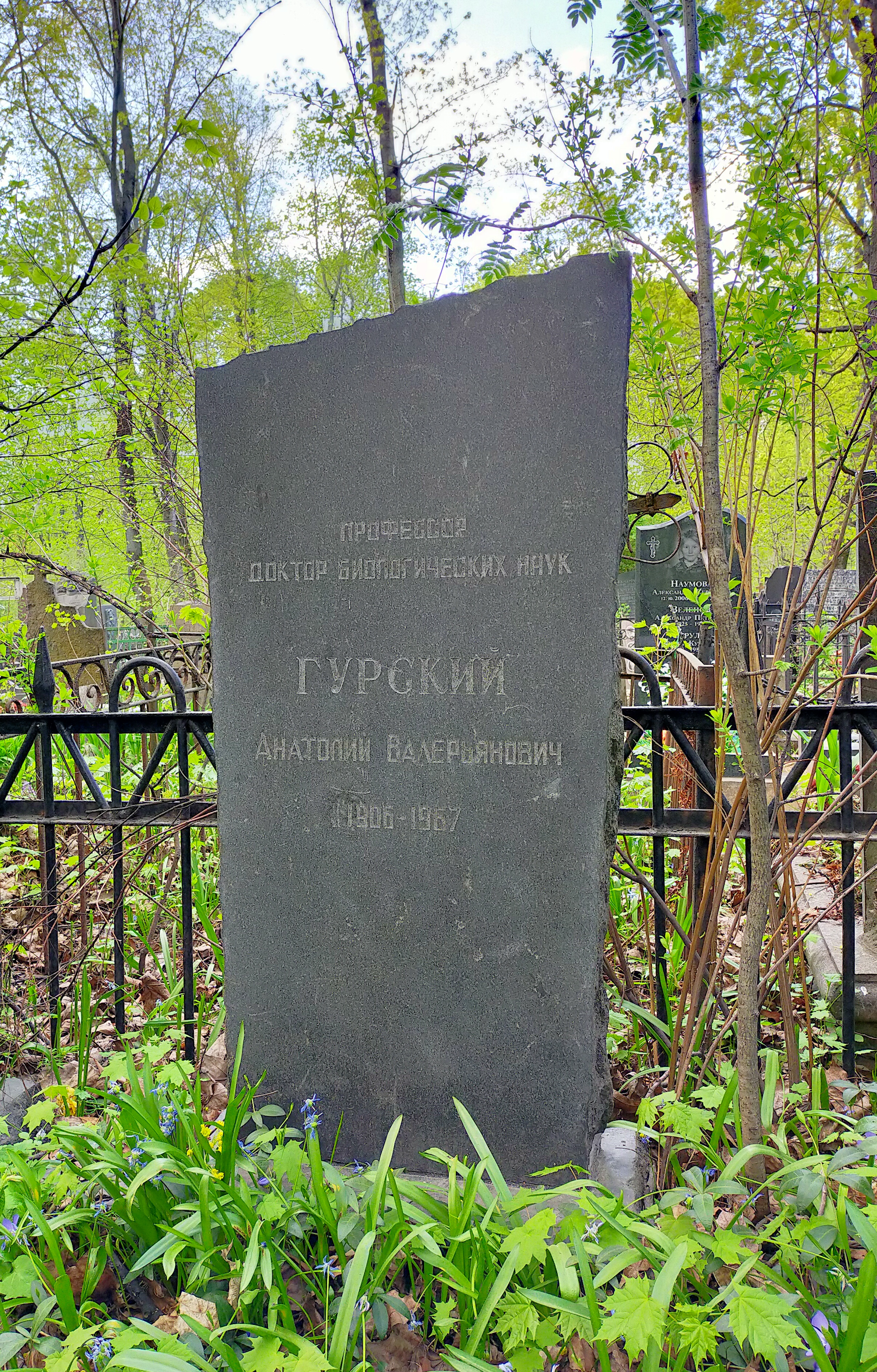
Могила А. В. Гурского на Введенском кладбище

Анатолий Валерьянович Гурский скончался 19 августа 1967 года на 62-м году жизни. Похоронен на Введенском кладбище (20 уч.).

### Участие в союзных и международных экспедициях
- В 1932 году была организована Таджикская комплексная экспедиция, в 1933 году переименованная в Таджикско-Памирскую экспедицию в связи с тем, что основные исследования проводились именно на территории Памира. В ней наряду с ботаниками К. С. Афанасьевым, Н. Ф. Гончаровым, Ю. С. Григорьевым, П. Н. Овчинниковым работал и А. В. Гурский, существенно обогатив гербарные коллекции.
- В конце 1958 года А. В. Гурский совместно с другими советскими ботаниками посетил КНР. Он ознакомился с ботаническими садами и заповедниками этой страны, осуществил сбор семян для Памирского ботанического сада. Благодаря этой экспедиции сегодня флора Юго-Восточной Азии в Памирском ботаническом саду представлена сотнями видом. Он выступил в КНР с лекциями на тему «Китайские деревья и кустарники в Советском Союзе». Результаты этой экспедиции опубликованы в работе «О ботанических садах и заповедниках Китая»[1].

### Научное наследие
- В биологической науке он оставил глубокий след — многолетние наблюдения позволили ему получить много интересных данных о влиянии горных условий на растения, он установил, что у древесных растений рост происходит не только в одной вершинной почке, но и в боковых, что приводит к образованию многоствольных деревьев. Растения в течение одного вегетационного периода образуют не один, а несколько последовательных побегов, что приводит к ускорению роста и развитию растений в горах. Образование генеративных органов в горах проходит интенсивнее, чем на равнине. Он показал, что высота 2000—2500 м над уровнем моря является наиболее оптимальной зоной для роста и цветения многих видов плодовых и овощных растений. Этому способствовало удачное сочетание температуры и радиационного режима в горах[1].
- Совместно с физиком Ю. Л. Соколовым А. В. Гурский много сил и времени отдал изучению влияния естественной ультрафиолетовой радиации на ростовые и формативные процессы у растений. Его работы в этой области значительно обогатили науку о характере реакций растений на высокую инсоляцию, наблюдаемую в условиях высокогорий. На разных высотах Памира они при измерении обнаружили высокий приход общей радиации, богатой ультрафиолетовыми лучами. Они открыли наличие явления фотореактивации у высших растений, сущность которого заключается в том, что губительное действие коротковолновой радиации снимается воздействием длинноволновых лучей[1].

### Общественная деятельность
- А. В. Гурский неоднократно избирался депутатом Горно-Бадахшанского областного Совета депутатов трудящихся, членом Горно-Бадахшанского обкома КП Таджикистана, был председателем общества «Знание» ГБАО с 1960 по 1965 годы[1].

## Награды и звания
Его плодотворная работа отмечена:
- Четырьмя орденами «Знак Почёта»,
- Четырьмя Почётными грамотами Президиума Верховного Совета Таджикской ССР[1][3].

## Память
- Памирский ботанический сад носит имя своего организатора А. В. Гурского (c 1968)[к. 3][1][3].
- В музее «Природа Памира», созданном при Памирском биологическом институте (с 1992 г. им. академика Х. Ю. Юсуфбекова), А. В. Гурскому поставлен бюст:

«Но лучшей наградой и памятником ему служит уникальный самый высокогорный Памирский ботанический сад, который создавался под его руководством и при его непосредственном участии»— Х. Ю. Юсуфбеков
- Юсуфбеков X. Ю. Анатолий Валерьянович Гурский: (к 80-летию со дня рождения) // Изв. АН ТаджССР. Отд-ние биол. наук. — Душанбе, 1987. — № 1 (106). — С. 94—96.
- Щепотьев Ф. Л. Памяти А. В. Гурского (1906—1967) // Журнал «Лесное хозяйство». — 1969. — № 3.

## Сочинения
- Гурский А. В. Экзоты Средней Азии. — М., Л., 1939.
- Гурский А. В. Основные итоги интродукции древесных растений в СССР. — М., Л.: Изд-во АН СССР, 1957. — 303 с.
- Гурский А. В. Принципы подбора пород в степных лесопосадках / А. В. Гурский, В. В. Гурский. — М., Л.: Гослесбумиздат, 1950. — 28 с.
- Баранов П. А., Гурский А. В., Остапович Л.Ф. Земледелие и сельскохозяйственные культуры Горно-Бадахшанской автономной области Таджикской ССР. — Душанбе: Акад. наук Таджик. ССР. Памирская база, 1964. — Т. 2. — 206 с.
- Гурский А. В., Остапович Л.Ф., Соколов Ю. Л. Влияние горных условий памирского типа на высшие растения. Проблемы ботаники: Вопросы биологии и физиологии растений в условиях высокогорий. — М., Л.: Наука, 1966. — Т. 7. — 5—21 с.
- Краткий путеводитель по Памирскому ботаническому саду / Акад. наук Таджик. ССР,  Памирская база; А. В. Гурский,  М. Л. Запрягаев,  Л. Ф. Остапович, Р. Шакармамадов. — Душанбе: Акад. наук Таджик. ССР. Памирская база, 1965. — 15 с.
- Гурский А. В. Дикорастущие и культурные древесные растения Советского Бадахшана // Труды Таджикского филиала АН СССР. — Душанбе, 1951. — Т. 18.

### Комментарии
1. ↑  Основан в 1940 году по инициативе П. А. Баранова и И. А. Райковой.
2. ↑  Его связывала настоящая дружба с местными садоводом Хуромоном Ошурмамадовым из Рошткалы и с директором Памирского лесхоза Гульамадшо Сарадбековым. Выявленные в результате интродукции лучшие сорта плодовых, ягодных и декоративных культур передавались именно этим садоводам.
3. ↑  Одним из первых инициаторов присвоения имени ученого Памирскому ботаническому саду был Х. Ю. Юсуфбеков.